# Grodków
Grodków este un oraș în Polonia.